# カナリア海流

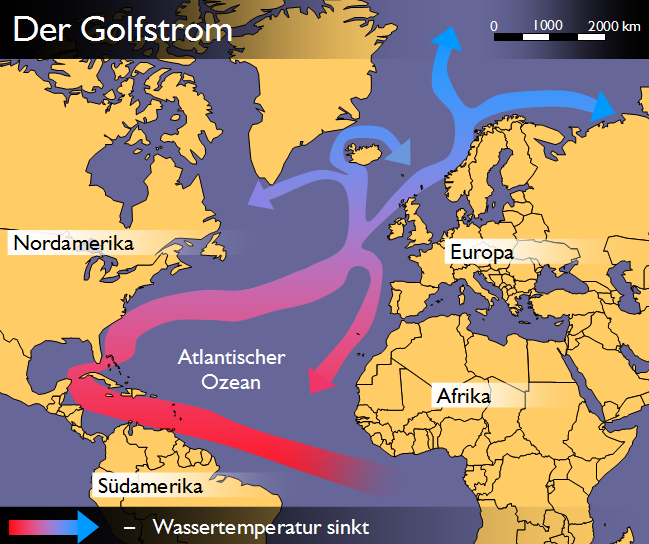
図の下側から北赤道海流→メキシコ湾流→北大西洋海流。東進してノルウェー海流、北上して東グリーンランド海流・イルミンガー海流、南に反転してカナリア海流。

カナリア海流（カナリアかいりゅう、英: Canary Current）またはカナリー海流（カナリーかいりゅう）は北大西洋海流の南側の分流で、アゾレス諸島とイベリア半島の間を南方向へ流れる寒流。一部はアフリカ海岸沿いにギニア海流へとつながっている。海流としてはごく弱いものであるが、流量は毎秒1500万トンほどである。またアフリカ北西の東赤道大西洋は、カナリア海流による離岸流の影響で湧昇流が発達する。

## 概要
アフリカ大陸の北西岸に沿ってほぼ南流する海流で、メキシコ湾流の末流が東流してイベリア半島（ポルトガル）の沖で進路を南転させ、カナリア諸島を経て南西方向に流れる海流をいう。この海流は、西に屈曲して北赤道海流と合流し、その一部は南東に向きを変えてギニア海流に入る。北大西洋亜熱帯環流という時計の針回り環流の一部をなしている。速度はゆっくりで、大部分が1ノット未満である。海流の季節変化は、北緯20度以北ではほとんどみられないが、20度以南においては夏季は相当程度狭くなって赤道反流が不明瞭になる一方、冬季は幅が広くなる。